# Elecciones municipales de 2015 en Barcelona
Las elecciones municipales de 2015 se celebraron en Barcelona el domingo 24 de mayo, de acuerdo con el Real Decreto de convocatoria de elecciones locales en España dispuesto el 30 de marzo de 2015 y publicado en el Boletín Oficial del Estado el día 31 de marzo. Se eligieron los 41 concejales del pleno del Ayuntamiento de Barcelona, a través de un sistema proporcional (método d'Hondt), con listas cerradas y un umbral electoral del 5 %.

## Candidaturas
Fueron proclamadas 22 candidaturas.

## Resultados
La candidatura de Barcelona en Comú encabezada por Ada Colau, obtuvo una mayoría simple de 11 concejales, por 10 concejales de la candidatura de Convergència y Unió encabezada por Xavier Trias, 5 de la lista del Ciudadanos-Partido de la Ciudadanía encabezada por Carina Mejías, 5 de la candidatura de Esquerra Republicana de Catalunya-Moviment d'Esquerres-Barcelona Ciutat Oberta-Avancem-Catalunya Sí-Acord Municipal, encabezada por Alfred Bosch, 4 de la lista del PSC, encabezada por Jaume Collboni, 3 de la lista del Partido Popular de Cataluña encabezada por Alberto Fernández Díaz y 3 de la lista de la CUP liderada por María José Lecha.
| Candidatura                                          | Candidatura | Votos     | %                                      | Concejales                             |
| ---------------------------------------------------- | --- | --------- | -------------------------------------- | -------------------------------------- |
|                                                      | Barcelona en Comú-Entesa (BComú-E) | 176 612   | 25,21                                  | 11                                     |
|                                                      | Convergencia i Unió (CiU) | 159 393   | 22,75                                  | 10                                     |
|                                                      | Ciudadanos-Partido de la Ciudadanía (Cs) | 77 272    | 11,03                                  | 5                                      |
|                                                      | Esquerra Republicana de Catalunya-Moviment d'Esquerres-Barcelona Ciutat Oberta-Avancem-Catalunya Sí-Acord Municipal (ERC-MES-BcnCO-AVANCEM-CatSí-AM) | 77 120    | 11,01                                  | 5                                      |
|                                                      | Partido de los Socialistas de Cataluña (PSC-CP) | 67 489    | 9,63                                   | 4                                      |
|                                                      | Partido Popular (PP) | 61 004    | 8,71                                   | 3                                      |
|                                                      | Candidatura d'Unitat Popular Capgirem Barcelona-Poble Actiu (CUP Capgirem)                                                                           | 51 945    | 7,42                                   | 3                                      |
| Partido Animalista Contra el Maltrato Animal (PACMA) | Partido Animalista Contra el Maltrato Animal (PACMA)                                                                                                 | 5720      | 0,82                                   | 0                                      |
| Els Verds-L'Alternativa Ecologista (EV-AE)           | Els Verds-L'Alternativa Ecologista (EV-AE) | 5684      | 0,81                                   | 0                                      |
| Millor Barcelona (Millor Barcelona)                  | Millor Barcelona (Millor Barcelona) | 2626      | 0,37                                   | 0                                      |
| Escons en Blanc (EB)                                 | Escons en Blanc (EB) | 1957      | 0,28                                   | 0                                      |
| Plataforma per Catalunya (PxC)                       | Plataforma per Catalunya (PxC) | 1617      | 0,23                                   | 0                                      |
| Coalición Vox y Partido Familia y Vida (Vox-PFYV)    | Coalición Vox y Partido Familia y Vida (Vox-PFYV) | 1520      | 0,22                                   | 0                                      |
| Ciudadanos Libres Unidos (CILUS)                     | Ciudadanos Libres Unidos (CILUS) | 989       | 0,14                                   | 0                                      |
| Unión Progreso y Democracia (UPyD)                   | Unión Progreso y Democracia (UPyD) | 811       | 0,12                                   | 0                                      |
| Partit Comunista del Poble de Catalunya (PCPC)       | Partit Comunista del Poble de Catalunya (PCPC) | 656       | 0,09                                   | 0                                      |
| Falange Española de las JONS (FE de las JONS)        | Falange Española de las JONS (FE de las JONS) | 455       | 0,06                                   | 0                                      |
| Partido Humanista (PH)                               | Partido Humanista (PH) | 439       | 0,06                                   | 0                                      |
| Units per Declarar la Independència Catalana (UPDIC) | Units per Declarar la Independència Catalana (UPDIC)                                                                                                 | 286       | 0,04                                   | 0                                      |
| Partit Llibertari (P-LIB)                            | Partit Llibertari (P-LIB) | 273       | 0,04                                   | 0                                      |
| Solidaridad y Autogestión Internacionalista          | Solidaridad y Autogestión Internacionalista | 166       | 0,02                                   | 0                                      |
| La Coalición Nacional (LCN)                          | La Coalición Nacional (LCN) | 99        | 0,01                                   | 0                                      |
| Votos en blanco                                      | Votos en blanco | 6363      | 0,91                                   | n/a                                    |
| Votos válidos                                        | Votos válidos | 700 496   | 100,00                                 | 41                                     |
| Votos nulos                                          | Votos nulos | 3094      | Participación: · \| \| 60,59 % \| 7,6% | Participación: · \| \| 60,59 % \| 7,6% |
| Votantes                                             | Votantes | 703 590   | Participación: · \| \| 60,59 % \| 7,6% | Participación: · \| \| 60,59 % \| 7,6% |
| Electores                                            | Electores | 1 161 140 | Participación: · \| \| 60,59 % \| 7,6% | Participación: · \| \| 60,59 % \| 7,6% |
|                                                      | 60,59 % |           |                                        |                                        |

## Concejales electos

Partido más votado por distrito:
Barcelona en Comú
Convergència i Unió

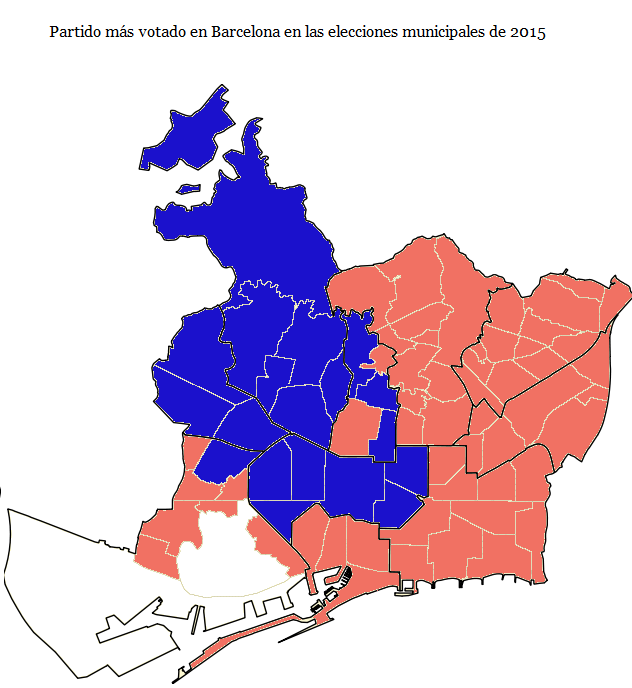
Partido más votado por barrio:
Barcelona en Comú
Convergència i Unió

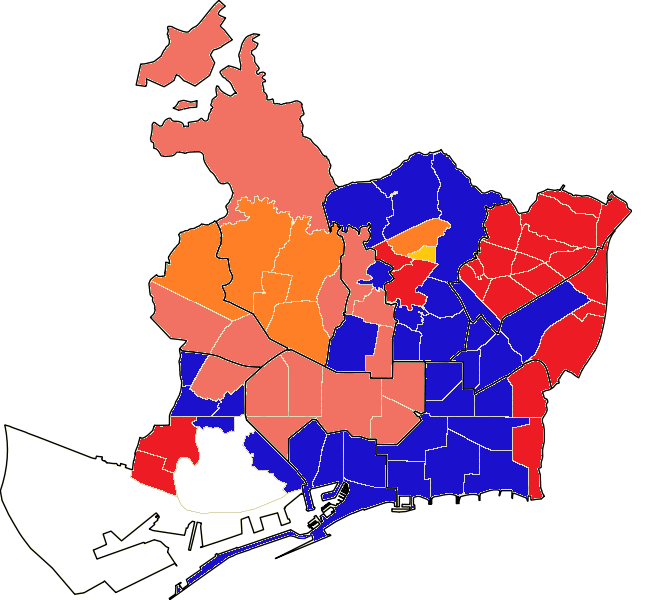
Segundo partido más votado por barrio:
Barcelona en Comú
Convergència i Unió
Ciudadanos - Partido de la Ciudadanía
Esquerra Republicana de Catalunya
Partido de los Socialistas de Cataluña

Relación de concejales proclamados electos:
| N.º | Nombre                                  | Lista | Lista |
| --- | --------------------------------------- | ----- | ----- |
| 1   | Ada Colau Ballano                       |       | BComú |
| 2   | Xavier Trias Vidal de Llobatera         |       | CiU   |
| 3   | Gerardo Pisarello Prados                |       | BComú |
| 4   | Joaquim Forn Chiariello                 |       | CiU   |
| 5   | Carina Mejías Sánchez                   |       | Cs    |
| 6   | Alfred Bosch Pascual                    |       | ERC   |
| 7   | Jaume Collboni Cuadrado                 |       | PSC   |
| 8   | Alberto Fernández Díaz                  |       | PP    |
| 9   | Laia Ortiz Castellví                    |       | BComú |
| 10  | Sònia Recasens Alsina                   |       | CiU   |
| 11  | María José Lecha González               |       | CUP   |
| 12  | Jaume Asens Llodrà                      |       | BComú |
| 13  | Antoni Vives Tomàs                      |       | CiU   |
| 14  | Sonia Sierra Infante                    |       | Cs    |
| 15  | Juan José Puigcorbé i Benaiges (Juanjo) |       | ERC   |
| 16  | Janet Sanz Cid                          |       | BComú |
| 17  | Carmen Andrés Añón                      |       | PSC   |
| 18  | Teresa María Fandos Payà                |       | CiU   |
| 19  | Ángeles Esteller Ruedas                 |       | PP    |
| 20  | Raimundo Viejo Viñas                    |       | BComú |
| 21  | Jaume Ciurana Llevadot                  |       | CiU   |
| 22  | Maria Rovira Torrens                    |       | CUP   |
| 23  | María Magdalena Barceló Verea (Marilén) |       | Cs    |
| 24  | Montserrat Benedí Altés                 |       | ERC   |
| 25  | Gala Pin Ferrando                       |       | BComú |
| 26  | Gerard Ardanuy Mata                     |       | CiU   |
| 27  | Daniel Mòdol Deltell                    |       | PSC   |
| 28  | Agustí Colom Cabau                      |       | BComú |
| 29  | Xavier Mulleras Vinzia                  |       | PP    |
| 30  | Jordi Martí Galbis                      |       | CiU   |
| 31  | Laura Pérez Castaño                     |       | BComú |
| 32  | Santiago Alonso Beltrán                 |       | Cs    |
| 33  | Trinitat Capdevila Burniol (Trini)      |       | ERC   |
| 34  | Mercè Homs Molist                       |       | CiU   |
| 35  | Mercedes Vidal Lago                     |       | BComú |
| 36  | Josep Garganté Closa                    |       | CUP   |
| 37  | Montserrat Ballarín Espuña              |       | PSC   |
| 38  | Josep Maria Montaner Martorell          |       | BComú |
| 39  | Francina Vila Valls                     |       | CiU   |
| 40  | Francisco Sierra López (Paco)           |       | Cs    |
| 41  | Jordi Coronas Martorell                 |       | ERC   |

## Investidura de la alcaldesa

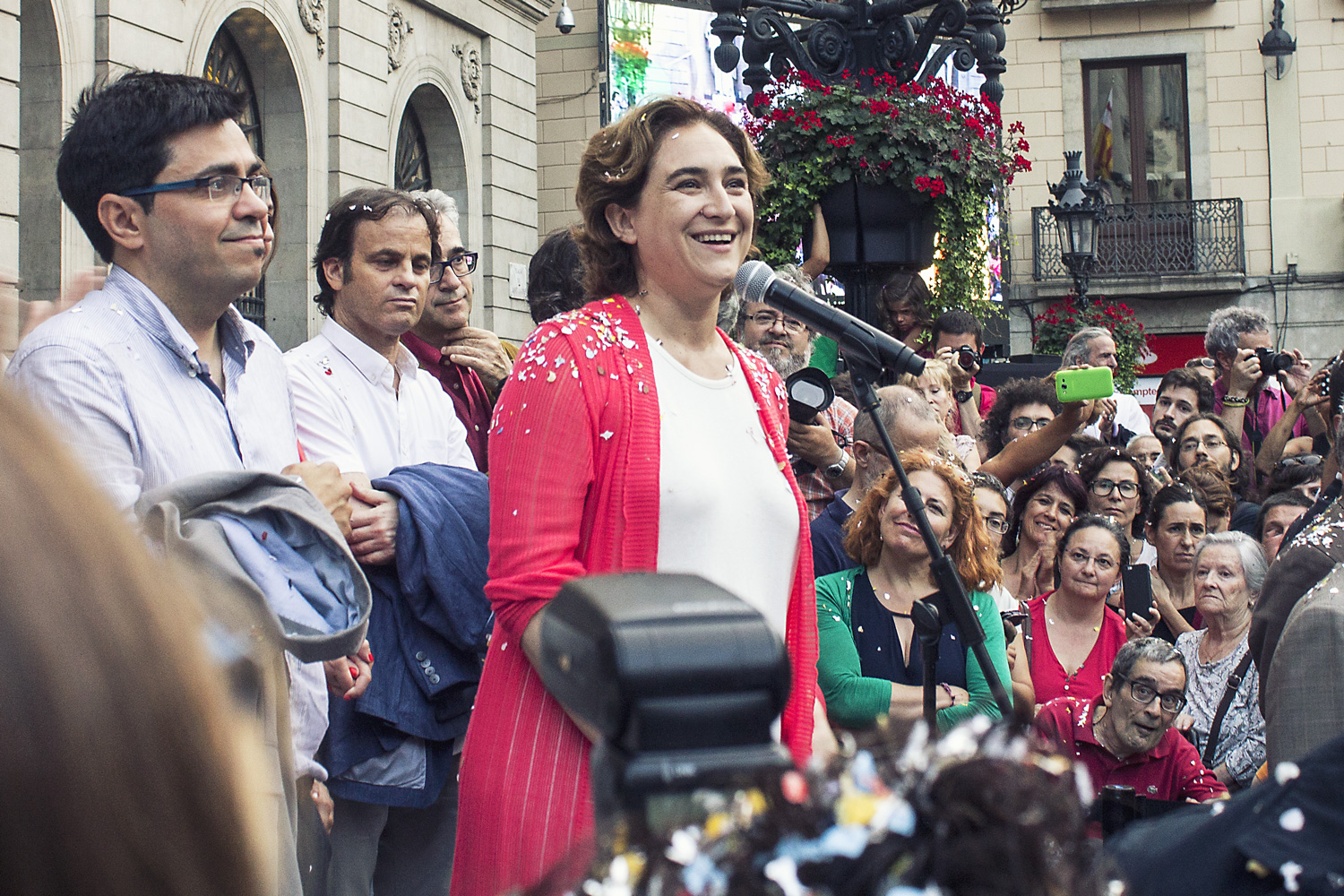
Ada Colau, el día de su investidura como alcaldesa.

En la votación de investidura celebrada el 13 de junio de 2015 Ada Colau, de Barcelona en Comú, resultó elegida la primera alcaldesa de Barcelona con una mayoría absoluta, con los votos de los concejales 11 concejales de BComú, los 5 concejales de ERC, los 4 concejales del PSC y 1 concejal de la CUP; Xavier Trias (el alcalde saliente) recibió 10 votos de los concejales de su partido CiU; Carina Mejías recibió 5 votos de los concejales de su partido Cs; Alberto Fernández Díaz recibió 3 votos de los concejales de su partido el PP; Los votos de los 2 concejales restantes de la CUP fueron declarados nulos.
|  | 53,85 % |

|  | 25,64 % |

|  | 12,82 % |

|  | 7,69 % |

|  | 95,12 % |

|  | 4,88 % |

|  | 100 % |